# Rol de gen
Rolurile de gen reprezintă atitudinile și comportamentele dominante pe care societatea le asociază cu fiecare sex. 